# 真箏
真箏（まこと）は元・祇園甲部芸妓、京舞井上流名取、ジャズシンガーMAKOTO。
16歳で舞妓として店出し、当時の芸名は『真琴』であった。21歳で襟替え（舞妓から芸妓になること）、以後は芸妓として技芸の精進に励んでいる。幼少のころから音楽に興味を示し、祇園甲部芸妓で初のジャズシンガーとなる。井上流の名取でもあり芸妓の仕事を中心としつつも歌手としても活動している。
2011年、乳癌を発症。早期発見で一度は完治したが再発し、手術を繰り返し2012年、復帰したが体力の不安に考慮し同年、芸妓を引退。現在は歌手として活動している。

## 出演

### ラジオ
- MAKOTO’S LOVERS（2019年4月 - 、α-STATION FM京都）